# Ctenichneumon divisorius
Ctenichneumon divisorius är en stekelart som först beskrevs av Johann Ludwig Christian Gravenhorst 1820.  Ctenichneumon divisorius ingår i släktet Ctenichneumon och familjen brokparasitsteklar. Arten är reproducerande i Sverige. Utöver nominatformen finns också underarten C. d. albitarsus.